# Orthosternarchus tamandua
Orthosternarchus tamandua är en fiskart som först beskrevs av Boulenger, 1898.  Orthosternarchus tamandua ingår i släktet Orthosternarchus och familjen Apteronotidae. Inga underarter finns listade i Catalogue of Life.